# Wolfgang Gombocz
Wolfgang Leopold Franz Gombócz (* 28. September 1946 in Laafeld) ist ein österreichischer Philosoph.

## Leben
Er studierte in Graz von 1965 bis 1974 (Magister Theologiae (1971) und Doctor Philosophiae bei Rudolf Haller und Rudolf Freundlich Promotio Sub auspiciis Praesidentis am 17. April 1975). Von 1983 bis 2010 war er Professor an der Universität Graz am Institut für Philosophie. Eine, an ihn von Franz Fuchs adressierte Briefbombe, konnte rechtzeitig abgefangen werden.

## Schriften (Auswahl)
- Über E! Zur Semantik des Existenzprädikates und des ontologischen Argumentes für Gottes Existenz von Anselm von Canterbury. Wien 1974, OCLC 780670225.
- (Hg.): Akten des 8. Internationalen Wittgenstein-Symposiums. Religionsphilosophie. Wien 1984, ISBN 3-209-00548-6.
- mit Johannes Brandl (Hg.): The mind of Donald Davidson. Amsterdam 1989, ISBN 90-5183-137-4.
- Die Philosophie der ausgehenden Antike und des frühen Mittelalters. München 1997, ISBN 3-406-31268-3.